# ترکیب تیم‌های لیگ جهانی والیبال ۲۰۱۶
ترکیب تیم‌های لیگ جهانی والیبال ۲۰۱۶ (انگلیسی: 2015 FIVB Volleyball World League squads) این مقاله فهرست اسامی بازیکنان و آمار همه تیم‌های شرکت‌کننده در مسابقات لیگ جهانی ۲۰۱۶ را نشان می‌دهد.

## گروه ۱

### آرژانتین
| سرمربی:    | خولیو ولاسکو      |
| کمک مربی:  | جولیان آلوارز     |
| دکتر:      | فرناندو لوکاسو    |
|            | آلدو باستوس       |
| فیزیوتراپ: | نیکولاس زاراته    |
|            | ماریانو آلزوگارای |

| N° | نام                 | تاریخ تولد              | قد  | وزن | اسپک | دفاع | باشگاه            |
| -- | ------------------- | ----------------------- | --- | --- | ---- | ---- | ----------------- |
| 1  | نیکلاس برونو        | ۲۴ فوریهٔ ۱۹۸۹ ‏(۳۶ سال)  | ۱۸۷ | ۸۵  | ۳۳۸  | ۳۱۸  | بولیوار           |
| 2  | لیساندرو زانوتی     | ۴ اکتبر ۱۹۹۰ ‏(۳۴ سال)   | ۱۹۵ | ۸۸  | ۳۳۶  | ۳۱۵  | لوماس والی        |
| 3  | خان مارتینز فرانچی  | ۲۸ ژانویهٔ ۱۹۹۸ ‏(۲۷ سال) | ۱۹۰ | ۸۵  | ۳۳۳  | ۳۱۶  | بوئنوس آیرس       |
| 4  | مارتین راموس        | ۲۶ اوت ۱۹۹۱ ‏(۳۳ سال)    | ۱۹۷ | ۹۴  | ۳۴۸  | ۳۲۸  | سان خوآن          |
| 5  | نیکولاس اوریارته    | ۲۱ مارس ۱۹۹۰ ‏(۳۵ سال)   | ۱۹۲ | ۸۷  | ۳۴۲  | ۳۲۲  | اسکرا بلچاتوف     |
| 6  | کریستین پوگلاخن     | ۱۴ ژوئیهٔ ۱۹۸۹ ‏(۳۵ سال)  | ۱۹۵ | ۹۴  | ۳۴۲  | ۳۲۲  | مونتس کلاروس      |
| 7  | فاکوندو کونته       | ۲۵ اوت ۱۹۸۹ ‏(۳۵ سال)    | ۱۹۷ | ۸۸  | ۳۵۴  | ۳۳۴  | اسکرا بلچاتوف     |
| 8  | دمیان گونزالس       | ۲۱ فوریهٔ ۱۹۸۳ ‏(۴۲ سال)  | ۱۹۲ | ۸۲  | ۳۲۶  | ۳۱۰  | کیرین             |
| 9  | رودریگو کویروگا     | ۲۳ مارس ۱۹۸۷ ‏(۳۸ سال)   | ۱۹۱ | ۸۳  | ۳۳۶  | ۳۱۶  | کانواس            |
| 10 | نیکلاس لازو         | ۱۶ آوریل ۱۹۹۵ ‏(۲۹ سال)  | ۱۹۲ | ۸۵  | ۳۴۰  | ۳۲۰  | سان خوآن          |
| 11 | سباستین سوله        | ۱۲ ژوئن ۱۹۹۱ ‏(۳۳ سال)   | ۲۰۰ | ۹۴  | ۳۶۲  | ۳۴۲  | ترنتینو           |
| 12 | برونو لیما          | ۴ فوریهٔ ۱۹۹۶ ‏(۲۹ سال)   | ۱۹۸ | ۸۷  | ۳۴۵  | ۳۲۰  | اوبراز دِسان خوآن  |
| 13 | ازکویل پالاسیوس     | ۲ اکتبر ۱۹۹۲ ‏(۳۲ سال)   | ۱۹۸ | ۹۵  | ۳۴۵  | ۳۲۵  | لائونیون دِفورموسا |
| 14 | پابلو کرر           | ۱۲ ژوئن ۱۹۸۹ ‏(۳۵ سال)   | ۲۰۲ | ۸۵  | ۳۵۷  | ۳۳۷  | بولیوار           |
| 15 | لوسیانو دچکو (C)    | ۲ ژوئن ۱۹۸۸ ‏(۳۶ سال)    | ۱۹۱ | ۹۸  | ۳۳۲  | ۳۱۵  | اومبریا پروجا     |
| 16 | الکسیس روبن گونزالس | ۲۱ ژوئیهٔ ۱۹۸۱ ‏(۴۳ سال)  | ۱۸۴ | ۸۵  | ۳۲۷  | ۳۱۰  | بولیوار           |
| 17 | فاکوندو ایمهف       | ۲۵ ژانویهٔ ۱۹۸۹ ‏(۳۶ سال) | ۲۰۲ | ۸۸  | ۳۴۵  | ۳۲۵  | لوماس والی        |
| 18 | فاکوندو سانتوچی     | ۶ مارس ۱۹۸۷ ‏(۳۸ سال)    | ۱۸۵ | ۸۷  | ۳۲۲  | ۳۰۲  | تولوز             |
| 19 | خواکین گالگو        | ۲۱ نوامبر ۱۹۹۶ ‏(۲۸ سال) | ۲۰۴ | ۱۰۲ | ۳۴۳  | ۳۲۳  | بولیوار           |
| 20 | خاویر وگا           | ۱۳ مهٔ ۱۹۹۱ ‏(۳۳ سال)     | ۱۹۰ | ۹۴  | ۳۳۶  | ۳۱۶  | لائونیون دِفورموسا |
| 21 | سباستین کلوستر      | ۱۳ مهٔ ۱۹۸۹ ‏(۳۵ سال)     | ۱۷۲ | ۶۸  | ۲۹۸  | ۲۷۸  | خیگانتس دل سور    |

### استرالیا
| سرمربی:    | روبرتو سانتیلاتی |
| کمک مربی:  | بنجامین هاردی    |
| دکتر:      | چارلز هوس        |
| فیزیوتراپ: | دارن آستین       |

| N° | نام                     | تاریخ تولد               | قد  | وزن | اسپک | دفاع | باشگاه                  |
| -- | ----------------------- | ------------------------ | --- | --- | ---- | ---- | ----------------------- |
| 1  | آیدان زینگل             | ۱۹ نوامبر ۱۹۹۰ ‏(۳۴ سال)  | ۲۰۷ | ۱۰۰ | ۳۶۱  | ۳۴۶  | ورونا                   |
| 2  | یاکوب روس گایمر         | ۲۱ ژوئن ۱۹۹۳ ‏(۳۱ سال)    | ۲۰۳ | ۱۰۰ | ۳۵۰  | ۳۳۹  | آبیانت لایکورگس         |
| 3  | ناتان روبرتز            | ۱۷ فوریهٔ ۱۹۸۶ ‏(۳۹ سال)   | ۱۹۹ | ۹۰  | ۳۴۲  | ۳۲۸  | موندووی                 |
| 4  | پل ساندرسون             | ۷ ژانویهٔ ۱۹۸۶ ‏(۳۹ سال)   | ۱۹۵ | ۹۴  | ۳۴۸  | ۳۳۵  | کناک روزلار             |
| 5  | تراویس پاسیر            | ۲۶ آوریل ۱۹۸۹ ‏(۳۵ سال)   | ۲۰۶ | ۹۹  | ۳۵۱  | ۳۴۰  | مؤسسه ورزشی استرالیا    |
| 6  | توماس ادگار (C)         | ۲۱ ژوئن ۱۹۸۹ ‏(۳۵ سال)    | ۲۱۲ | ۱۰۶ | ۳۵۷  | ۳۴۱  | بایک موتور              |
| 7  | هریسون پیکوک            | ۳۱ ژانویهٔ ۱۹۹۱ ‏(۳۴ سال)  | ۱۹۲ | ۸۷  | ۳۵۳  | ۳۳۹  | بنژین                   |
| 8  | ژاکوس بورژود            | ۱۹ ژوئن ۱۹۹۱ ‏(۳۳ سال)    | ۱۷۸ | ۷۰  | ۳۲۱  | ۳۱۰  | دانشگاه رجینا           |
| 9  | مکس استیپلز             | ۲۷ ژوئیهٔ ۱۹۹۴ ‏(۳۰ سال)   | ۱۹۴ | ۸۳  | ۳۵۸  | ۳۴۵  | نولیکو مازک             |
| 10 | بنجامین بل              | ۲۴ فوریهٔ ۱۹۹۰ ‏(۳۵ سال)   | ۲۰۰ | ۹۲  | ۳۴۵  | ۳۳۳  | مارینلیست               |
| 11 | لوک پری                 | ۲۰ نوامبر ۱۹۹۵ ‏(۲۹ سال)  | ۱۸۰ | ۷۵  | ۳۳۱  | ۳۱۵  | فریدریشسهافن            |
| 12 | نهمیا موت               | ۲۱ ژوئن ۱۹۹۳ ‏(۳۱ سال)    | ۲۰۴ | ۹۱  | ۳۶۲  | ۳۵۴  | تی وی بول               |
| 13 | ساموئل واکر             | ۱۹ فوریهٔ ۱۹۹۵ ‏(۳۰ سال)   | ۲۰۸ | ۹۰  | ۳۵۰  | ۳۳۷  | آچ لیوبلیانا            |
| 14 | گریگوری سوکوچف          | ۱۸ فوریهٔ ۱۹۸۸ ‏(۳۷ سال)   | ۱۹۶ | ۸۶  | ۳۴۰  | ۳۲۹  | سی اس ام بخارست         |
| 16 | جردن ریچاردز            | ۲۵ سپتامبر ۱۹۹۳ ‏(۳۱ سال) | ۱۹۳ | ۸۰  | ۳۵۴  | ۳۴۲  | تی وی شوننورد           |
| 17 | پل کارول                | ۱۶ مهٔ ۱۹۸۶ ‏(۳۸ سال)      | ۲۰۷ | ۹۸  | ۳۵۴  | ۳۴۰  | باشگاه شارلوتنبرگ برلین |
| 18 | لینکلن الکساندر ویلیامز | ۶ اکتبر ۱۹۹۳ ‏(۳۱ سال)    | ۲۰۰ | ۱۰۴ | ۳۵۳  | ۳۳۰  | سلور تالین              |
| 19 | بیو گراهام              | ۱۷ آوریل ۱۹۹۴ ‏(۳۰ سال)   | ۲۰۲ | ۸۶  | ۳۵۱  | ۳۳۲  | هابو والی               |
| 20 | ویلیام مرکر             | ۲۸ مهٔ ۱۹۹۱ ‏(۳۳ سال)      | ۱۹۹ | ۹۰  | ۳۵۵  | ۳۴۲  | لینشوپینگ اچ سی         |
| 23 | میشل تالی               | ۱۵ اکتبر ۱۹۹۶ ‏(۲۸ سال)   | ۲۰۶ | ۸۳  | ۳۵۶  | ۳۴۲  | مؤسسه ورزشی استرالیا    |
| 25 | جردن کالوتی             | ۷ مهٔ ۱۹۹۶ ‏(۲۸ سال)       | ۱۸۸ | ۷۶  | ۳۳۵  | ۳۲۵  | مؤسسه ورزشی استرالیا    |

### بلژیک
| سرمربی:    | دومینیک باینز |
| کمک مربی:  | کریستف آختن   |
| دکتر:      | فرانک پاولز   |
| فیزیوتراپ: | مارتن کلاپس   |

| N° | نام             | تاریخ تولد              | قد  | وزن | اسپک | دفاع | باشگاه           |
| -- | --------------- | ----------------------- | --- | --- | ---- | ---- | ---------------- |
| 1  | برام فن دن دریس | ۱۴ اوت ۱۹۸۹ ‏(۳۵ سال)    | ۲۰۸ | ۹۹  | ۳۶۱  | ۳۲۵  | آزتس اولشتین     |
| 2  | توماس کنینگز    | ۷ مارس ۱۹۹۷ ‏(۲۸ سال)    | ۲۰۲ | ۹۲  | ۳۵۲  | ۳۲۰  | کناک روزلار      |
| 3  | سام درو (C)     | ۲۹ آوریل ۱۹۹۲ ‏(۳۲ سال)  | ۲۰۲ | ۱۰۳ | ۳۵۴  | ۳۲۷  | زاکسا            |
| 4  | لووی استوئر     | ۲۴ نوامبر ۱۹۹۵ ‏(۲۹ سال) | ۱۹۴ | ۸۲  | ۳۳۳  | ۳۰۲  | خنت دامس         |
| 5  | لینرت کزمنس     | ۲۰ اکتبر ۱۹۹۳ ‏(۳۱ سال)  | ۲۰۳ | ۹۳  | ۳۴۰  | ۳۱۵  | لیندمانس آث لنیک |
| 6  | سباستین دومونت  | ۱۸ ژانویهٔ ۱۹۹۴ ‏(۳۱ سال) | ۱۷۶ | ۷۶  | ۳۲۸  | ۲۹۸  | نولیکو مازک      |
| 7  | فرانسوی لکات    | ۱۹ آوریل ۱۹۹۳ ‏(۳۱ سال)  | ۲۰۰ | ۹۶  | ۳۴۷  | ۳۲۰  | ورونا            |
| 8  | کوین کلینکینبرگ | ۴ اکتبر ۱۹۹۰ ‏(۳۴ سال)   | ۱۹۷ | ۹۴  | ۳۴۳  | ۳۱۴  | لوچنیچکا بیدگوشچ |
| 9  | پیتر ورهیس      | ۸ دسامبر ۱۹۸۹ ‏(۳۵ سال)  | ۲۰۵ | ۱۱۲ | ۳۵۰  | ۳۲۲  | مونزا            |
| 10 | سیمون فن د وورد | ۱۹ دسامبر ۱۹۸۹ ‏(۳۵ سال) | ۲۰۸ | ۱۰۰ | ۳۵۵  | ۳۲۰  | ترنتینو          |
| 11 | لو کینتس        | ۲۵ مهٔ ۱۹۹۷ ‏(۲۷ سال)     | ۲۰۲ | ۸۵  | ۳۴۵  | ۳۲۲  | لیندمانس آث لنیک |
| 12 | گرت فن وال      | ۷ اوت ۱۹۸۷ ‏(۳۷ سال)     | ۱۹۷ | ۹۱  | ۳۵۰  | ۳۱۸  | بووه اوآز        |
| 13 | ساندر دیپوفر    | ۸ ژانویهٔ ۱۹۹۵ ‏(۳۰ سال)  | ۱۹۶ | ۸۵  | ۳۳۲  | ۳۱۰  | آنتورپ           |
| 14 | یاله ریبنس      | ۱۷ مارس ۱۹۹۲ ‏(۳۳ سال)   | ۱۸۵ | ۷۹  | ۳۳۱  | ۳۰۰  | نیس              |
| 15 | استین دهولست    | ۲۴ آوریل ۱۹۹۱ ‏(۳۳ سال)  | ۱۸۷ | ۷۸  | ۳۱۵  | ۲۹۰  | کناک روزلار      |
| 16 | ماتیاس فالکیرس  | ۸ آوریل ۱۹۹۰ ‏(۳۵ سال)   | ۱۹۴ | ۹۲  | ۳۳۹  | ۳۱۰  | پرفکسیس          |
| 17 | توماس روسو      | ۳۱ مارس ۱۹۹۴ ‏(۳۱ سال)   | ۱۹۹ | ۹۰  | ۳۵۲  | ۳۱۷  | مونزا            |
| 18 | سپ باتنس        | ۱۳ فوریهٔ ۱۹۸۹ ‏(۳۶ سال)  | ۱۹۱ | ۹۲  | ۳۴۵  | ۳۱۲  | لیندمانس آث لنیک |
| 19 | لازلو دپاپ      | ۲۴ ژوئن ۱۹۹۶ ‏(۲۸ سال)   | ۲۰۲ | ۸۹  | ۳۴۲  | ۳۱۷  | خنت دامس         |
| 20 | آرنو فن دولد    | ۳۰ دسامبر ۱۹۹۵ ‏(۲۹ سال) | ۲۱۰ | ۹۳  | ۳۵۶  | ۳۵۰  | کناک روزلار      |
| 21 | یولان کاکس      | ۱۲ ژوئیهٔ ۱۹۹۱ ‏(۳۳ سال)  | ۱۹۴ | ۷۲  | ۳۴۲  | ۳۱۵  | آنتورپ           |

### برزیل
| سرمربی:    | برناردو رزنده   |
| کمک مربی:  | روبرلی لئوناردو |
| دکتر:      | نی آمارال       |
| فیزیوتراپ: | گیلرمه تنیوس    |

| N° | نام                          | تاریخ تولد               | قد  | وزن | سپک | دفاع | باشگاه           |
| -- | ---------------------------- | ------------------------ | --- | --- | --- | ---- | ---------------- |
| 1  | برونو رزنده (C)              | ۲ ژوئیهٔ ۱۹۸۶ ‏(۳۸ سال)    | ۱۹۰ | ۷۶  | ۳۲۳ | ۳۰۲  | مودنا            |
| 2  | ایزاک سانتوس                 | ۱۳ دسامبر ۱۹۹۰ ‏(۳۴ سال)  | ۲۰۵ | ۸۴  | ۳۳۹ | ۳۰۶  | ساداکروزیرو      |
| 3  | ادر کاربونرا                 | ۱۹ اکتبر ۱۹۸۳ ‏(۴۱ سال)   | ۲۰۴ | ۱۰۱ | ۳۵۰ | ۳۳۰  | ساداکروزیرو      |
| 4  | والاس دسوزا                  | ۲۶ ژوئن ۱۹۸۷ ‏(۳۷ سال)    | ۱۹۸ | ۸۷  | ۳۴۴ | ۳۱۸  | ساداکروزیرو      |
| 5  | سیدائو                       | ۹ ژوئیهٔ ۱۹۸۲ ‏(۴۲ سال)    | ۲۰۳ | ۹۸  | ۳۴۴ | ۳۱۸  | سسی سائو پائولو  |
| 6  | تیاگو برندلی                 | ۲۱ اکتبر ۱۹۸۵ ‏(۳۹ سال)   | ۱۸۸ | ۸۳  | ۳۱۵ | ۳۰۰  | کامپیناس         |
| 7  | ویلیام آرجونا                | ۳۱ ژوئیهٔ ۱۹۷۹ ‏(۴۵ سال)   | ۱۸۵ | ۷۸  | ۳۰۰ | ۲۹۵  | ساداکروزیرو      |
| 8  | موریلو اندرس                 | ۳ مهٔ ۱۹۸۱ ‏(۴۳ سال)       | ۱۹۰ | ۷۶  | ۳۴۳ | ۳۱۹  | سسی سائو پائولو  |
| 9  | رافائل اولیویرا              | ۱۴ ژوئن ۱۹۷۹ ‏(۴۵ سال)    | ۱۹۰ | ۸۲  | ۳۳۰ | ۳۰۶  | فونویک تاوبات    |
| 10 | سرجیو سانتوس                 | ۱۵ اکتبر ۱۹۷۵ ‏(۴۹ سال)   | ۱۸۴ | ۷۸  | ۳۲۵ | ۳۱۰  | سسی سائو پائولو  |
| 11 | والاس مارتینز                | ۲۲ مارس ۱۹۸۳ ‏(۴۲ سال)    | ۲۰۴ | ۱۰۰ | ۳۴۴ | ۳۱۸  | کامپیناس         |
| 12 | لوئیز فیلیپه فونتلس          | ۱۹ ژوئن ۱۹۸۴ ‏(۴۰ سال)    | ۱۹۶ | ۸۹  | ۳۳۰ | ۳۲۰  | فونویک تاوبات    |
| 13 | مائوریسیو لوئیز دسوزا        | ۲۹ سپتامبر ۱۹۸۸ ‏(۳۶ سال) | ۲۰۹ | ۹۳  | ۳۴۴ | ۳۲۳  | فونویک تاوبات    |
| 14 | داگلاس سوزا                  | ۲۰ اوت ۱۹۹۵ ‏(۲۹ سال)     | ۱۹۹ | ۷۵  | ۳۳۸ | ۳۱۷  | سسی سائو پائولو  |
| 15 | لوکاس ادوارد لوه             | ۱۸ ژانویهٔ ۱۹۹۱ ‏(۳۴ سال)  | ۱۹۵ | ۸۳  | ۳۳۶ | ۳۲۰  | کامپیناس         |
| 16 | لوکاس ساتکمپ                 | ۶ مارس ۱۹۸۶ ‏(۳۹ سال)     | ۲۰۹ | ۱۰۱ | ۳۴۰ | ۳۲۱  | مودنا            |
| 17 | اواندرو گوئرا                | ۲۷ دسامبر ۱۹۸۱ ‏(۴۳ سال)  | ۲۰۷ | ۱۰۳ | ۳۵۹ | ۳۳۲  | سانتوری سانبیردز |
| 18 | ریکاردو لوکارلی              | ۱۴ فوریهٔ ۱۹۹۲ ‏(۳۳ سال)   | ۱۹۵ | ۷۹  | ۳۳۸ | ۳۰۸  | فونویک تاوبات    |
| 19 | مائوریسیو بورخس آلمیدا سیلوا | ۴ فوریهٔ ۱۹۸۹ ‏(۳۶ سال)    | ۱۹۹ | ۹۹  | ۳۳۵ | ۳۱۵  | آرکاس اسپور      |
| 20 | فرانکو پائس                  | ۱ مارس ۱۹۹۰ ‏(۳۵ سال)     | ۲۰۲ | ۹۳  | ۳۱۵ | ۳۰۷  | کامپیناس         |
| 21 | لئوناردو ویسوتو              | ۳۰ آوریل ۱۹۸۳ ‏(۴۱ سال)   | ۲۱۲ | ۱۰۸ | ۳۷۰ | ۳۴۵  | جی تی تاندرز     |

### بلغارستان
| سرمربی:    | پلامن کنستانتینوف |
| کمک مربی:  | الساندرو پیرولی   |
| دکتر:      | دینکو آهاریف      |
| فیزیوتراپ: | پتار آتاناسوف     |

| N° | نام                | تاریخ تولد              | قد  | وزن | اسپک | دفاع | باشگاه                   |
| -- | ------------------ | ----------------------- | --- | --- | ---- | ---- | ------------------------ |
| 1  | تریفن لاپکوف       | ۱ فوریهٔ ۱۹۹۶ ‏(۲۹ سال)   | ۱۹۸ | ۹۳  | ۳۳۵  | ۳۱۰  | مونتانا والی             |
| 2  | متودی آنانیف       | ۱۷ فوریهٔ ۱۹۸۶ ‏(۳۹ سال)  | ۲۰۳ | ۱۰۰ | ۳۶۳  | ۳۴۵  | لفسکی صوفیه              |
| 3  | گئورگی مانچف       | ۲۰ ژوئیهٔ ۱۹۹۰ ‏(۳۴ سال)  | ۱۹۸ | ۸۸  | ۳۴۵  | ۳۳۵  | دوبروژا ۰۷               |
| 4  | مارتین بوژیلف      | ۱۱ آوریل ۱۹۸۸ ‏(۳۷ سال)  | ۱۹۰ | ۸۲  | ۳۲۰  | ۳۰۵  | مارک ایوکنی              |
| 5  | اسوتوسلاو گوتسف    | ۳۱ اوت ۱۹۹۰ ‏(۳۴ سال)    | ۲۰۵ | ۹۷  | ۳۵۸  | ۳۳۵  | شهرداری تبریز            |
| 6  | روزالین پانچف      | ۱۱ دسامبر ۱۹۹۴ ‏(۳۰ سال) | ۱۹۷ | ۷۹  | ۳۳۷  | ۳۲۷  | شهرداری توقات            |
| 7  | میروسلاو گرادینارف | ۱۰ فوریهٔ ۱۹۸۵ ‏(۴۰ سال)  | ۲۰۳ | ۹۱  | ۳۵۰  | ۳۳۰  | انجمن نظامی ورزشی کیو اِی |
| 8  | تودور اسکریموف     | ۹ ژانویهٔ ۱۹۹۰ ‏(۳۵ سال)  | ۱۹۱ | ۸۷  | ۳۴۸  | ۳۳۰  | والی میلان               |
| 9  | لوبومیر آگونتسف    | ۲۶ اوت ۱۹۸۷ ‏(۳۷ سال)    | ۱۹۰ | ۸۷  | ۳۳۰  | ۳۲۰  | مونتانا والی             |
| 10 | گئورگی سگانوف      | ۱۰ ژوئن ۱۹۹۳ ‏(۳۱ سال)   | ۱۹۸ | ۸۳  | ۳۳۵  | ۳۲۵  | زسکا صوفیه               |
| 11 | برانیمیر گروزدانف  | ۲۱ مهٔ ۱۹۹۴ ‏(۳۰ سال)     | ۱۹۸ | ۸۸  | ۳۳۸  | ۳۲۷  | بشیکتاش                  |
| 12 | ویکتور یوسیفوف (C) | ۱۶ اکتبر ۱۹۸۵ ‏(۳۹ سال)  | ۲۰۴ | ۱۰۰ | ۳۵۰  | ۳۴۰  | نینفا لاتینا             |
| 13 | دوبرومیر ایوانوف   | ۱۱ فوریهٔ ۱۹۸۸ ‏(۳۷ سال)  | ۱۸۵ | ۷۵  | ۳۲۹  | ۳۱۹  | مونتانا والی             |
| 14 | تئودور تودورف      | ۱ سپتامبر ۱۹۸۹ ‏(۳۵ سال) | ۲۰۸ | ۹۴  | ۳۶۵  | ۳۴۵  | لوگانو                   |
| 15 | دیمیتار مارینکوف   | ۹ سپتامبر ۱۹۹۳ ‏(۳۱ سال) | ۱۹۶ | ۸۴  | ۳۲۸  | ۳۱۶  | دوبروژا ۰۷               |
| 16 | ولادیسلاو ایوانوف  | ۱۴ مارس ۱۹۸۷ ‏(۳۸ سال)   | ۱۸۸ | ۸۰  | ۳۲۰  | ۳۱۰  | لیون                     |
| 17 | نیکولای پانچف      | ۲۲ مهٔ ۱۹۹۲ ‏(۳۲ سال)     | ۱۹۷ | ۸۷  | ۳۴۱  | ۳۳۵  | رسوویا ژشوف              |
| 18 | دوبومیر دیمیتروف   | ۷ ژوئیهٔ ۱۹۹۱ ‏(۳۳ سال)   | ۱۹۸ | ۸۴  | ۳۴۵  | ۳۳۵  | اومبریا پروجا            |
| 19 | تسوتان سوکولوف     | ۳۱ دسامبر ۱۹۸۹ ‏(۳۵ سال) | ۲۰۶ | ۱۰۰ | ۳۷۰  | ۳۵۰  | هالک بانک آنکارا         |
| 20 | الکس گروزدانف      | ۲۸ مارس ۱۹۹۸ ‏(۲۷ سال)   | ۲۰۶ | ۸۶  | ۳۵۵  | ۳۳۴  | دوبروژا ۰۷               |
| 21 | کراسیمیر گئورگیف   | ۱۳ فوریهٔ ۱۹۹۵ ‏(۳۰ سال)  | ۲۰۳ | ۸۳  | ۳۴۶  | ۳۳۳  | والی میلان               |

### فرانسه
| سرمربی:    | لوران تیلیه   |
| کمک مربی:  | آرنود ژوسران  |
| دکتر:      | اریک وردونک   |
| فیزیوتراپ: | ژان پل آندریا |

| N° | نام                 | تاریخ تولد             | قد  | وزن | اسپک | دفاع | باشگاه               |
| -- | ------------------- | ---------------------- | --- | --- | ---- | ---- | -------------------- |
| 1  | ژوناس آگنیر         | ۲۸ آوریل ۱۹۹۲ ‏(۳۲ سال) | ۲۰۲ | ۹۲  | ۳۴۰  | ۳۱۰  | آ.اس. کن             |
| 2  | جنیا گربنیکوف       | ۱۳ اوت ۱۹۹۰ ‏(۳۴ سال)   | ۱۸۸ | ۸۵  | ۳۴۵  | ۳۳۰  | لوبه بانکا           |
| 3  | مدریک هنری          | ۲۰ ژوئن ۱۹۹۵ ‏(۲۹ سال)  | ۲۱۲ | ۱۰۶ | ۳۴۵  | ۳۲۷  | آراگو دسته           |
| 4  | آنتونین روزیر       | ۱۸ اوت ۱۹۸۶ ‏(۳۸ سال)   | ۲۰۰ | ۱۰۲ | ۳۵۰  | ۳۳۰  | آرکاس اسپور          |
| 5  | ترور کلیونو         | ۲۸ ژوئن ۱۹۹۴ ‏(۳۰ سال)  | ۱۹۹ | ۸۹  | ۳۳۵  | ۳۱۶  | تولوز                |
| 6  | بنجامین تونیوتی (C) | ۳۰ اکتبر ۱۹۸۹ ‏(۳۵ سال) | ۱۸۳ | ۷۳  | ۳۲۰  | ۳۰۰  | زاکسا کیدژیرژن کوژله |
| 7  | کوین تیلیه          | ۲ نوامبر ۱۹۹۰ ‏(۳۴ سال) | ۲۰۰ | ۸۵  | ۳۴۵  | ۳۲۵  | زاکسا کیدژیرژن کوژله |
| 8  | آنتوان بغیزار       | ۲۲ مهٔ ۱۹۹۴ ‏(۳۰ سال)    | ۱۹۴ | ۹۶  | ۳۴۰  | ۳۱۰  | تولوز                |
| 9  | اروین انگاپت        | ۱۲ فوریهٔ ۱۹۹۱ ‏(۳۴ سال) | ۱۹۴ | ۱۰۱ | ۳۵۸  | ۳۲۷  | مودنا                |
| 10 | کوین لو رو          | ۱۱ مهٔ ۱۹۸۹ ‏(۳۵ سال)    | ۲۰۹ | ۹۸  | ۳۶۵  | ۳۴۵  | هالک بانک            |
| 11 | ژولین لینل          | ۱۵ آوریل ۱۹۹۰ ‏(۳۴ سال) | ۱۹۱ | ۸۷  | ۳۴۵  | ۳۲۵  | رسوویا ژشوف          |
| 12 | استفان بویر         | ۱۰ آوریل ۱۹۹۶ ‏(۲۹ سال) | ۱۹۶ | ۸۵  | ۳۳۵  | ۳۱۴  | شومون ۵۲             |
| 13 | پیر پوجل            | ۱۳ ژوئیهٔ ۱۹۸۴ ‏(۴۰ سال) | ۱۸۶ | ۹۰  | ۳۳۵  | ۳۱۵  | آ. اس کن             |
| 14 | نیکولا لوگوف        | ۱۵ فوریهٔ ۱۹۹۲ ‏(۳۳ سال) | ۲۰۶ | ۱۱۵ | ۳۶۵  | ۳۲۸  | شارلوتنبرگ برلین     |
| 15 | هوراسیو دآلمیدا     | ۱۱ ژوئن ۱۹۸۸ ‏(۳۶ سال)  | ۲۰۲ | ۱۰۹ | ۳۵۵  | ۳۳۰  | شومون ۵۲             |
| 16 | نیکولاس مارشال      | ۴ مارس ۱۹۸۷ ‏(۳۸ سال)   | ۱۹۸ | ۹۳  | ۳۳۸  | ۳۲۷  | اسکرا بلچاتوف        |
| 17 | فرانک لافیت         | ۸ مارس ۱۹۸۹ ‏(۳۶ سال)   | ۲۰۳ | ۹۴  | ۳۵۰  | ۳۳۰  | آراگو دسته           |
| 18 | تیبو غوسار          | ۲۸ اوت ۱۹۹۳ ‏(۳۱ سال)   | ۱۹۳ | ۸۵  | ۳۵۰  | ۳۲۰  | آراگو دسته           |
| 19 | توافا تاکنیکو       | ۲۹ مهٔ ۱۹۸۵ ‏(۳۹ سال)    | ۱۹۴ | ۹۲  | ۳۴۰  | ۳۳۰  | آژاکسیو              |
| 21 | موری سیدیبه         | ۱۷ ژوئن ۱۹۸۷ ‏(۳۷ سال)  | ۱۹۴ | ۹۲  | ۳۶۷  | ۳۳۰  | بانک سامسل بابِل      |
| 22 | اوبر هنو            | ۶ اکتبر ۱۹۷۶ ‏(۴۸ سال)  | ۱۸۸ | ۹۲  | ۳۳۰  | ۳۱۰  | تور                  |

### ایران
| سرمربی:    | رائول لوزانو |
| کمک مربی:  | خوآن سیچلو   |
| دکتر:      | سیامک افروزی |
| فیزیوتراپ: |              |

| N° | نام                  | تاریخ تولد               | قد  | وزن | اسپک | دفاع | باشگاه         |
| -- | -------------------- | ------------------------ | --- | --- | ---- | ---- | -------------- |
| 1  | شهرام محمودی         | ۲۰ ژوئیهٔ ۱۹۸۸ ‏(۳۶ سال)   | ۱۹۸ | ۹۵  | ۳۴۷  | ۳۳۲  | بانک سرمایه    |
| 2  | میلاد عبادی‌پور       | ۱۷ اکتبر ۱۹۹۳ ‏(۳۱ سال)   | ۱۹۶ | ۷۸  | ۳۵۰  | ۳۱۰  | شهرداری ارومیه |
| 3  | سامان فائزی          | ۲۳ اوت ۱۹۹۱ ‏(۳۳ سال)     | ۲۰۴ | ۸۷  | ۳۴۳  | ۳۳۵  | پیکان تهران    |
| 4  | سعید معروف (C)       | ۲۰ اکتبر ۱۹۸۵ ‏(۳۹ سال)   | ۱۸۹ | ۸۱  | ۳۳۱  | ۳۱۱  | شهرداری ارومیه |
| 5  | فرهاد قائمی          | ۲۸ اوت ۱۹۸۹ ‏(۳۵ سال)     | ۱۹۷ | ۷۳  | ۳۵۵  | ۳۳۵  | پیکان تهران    |
| 6  | محمد موسوی عراقی     | ۲۲ سپتامبر ۱۹۸۷ ‏(۳۷ سال) | ۲۰۳ | ۸۶  | ۳۶۲  | ۳۴۴  | بانک سرمایه    |
| 7  | حمزه زرینی           | ۱۸ اکتبر ۱۹۸۵ ‏(۳۹ سال)   | ۱۹۸ | ۹۸  | ۳۵۱  | ۳۳۰  | کاله مازندران  |
| 8  | فرهاد ظریف           | ۳ مارس ۱۹۸۳ ‏(۴۲ سال)     | ۱۶۵ | ۶۰  | ۲۹۰  | ۲۷۱  | بانک سرمایه    |
| 9  | عادل غلامی           | ۹ فوریهٔ ۱۹۸۶ ‏(۳۹ سال)    | ۱۹۵ | ۸۸  | ۳۴۱  | ۳۳۰  | بانک سرمایه    |
| 10 | امیر غفور            | ۶ ژوئن ۱۹۹۱ ‏(۳۳ سال)     | ۲۰۲ | ۹۰  | ۳۵۴  | ۳۳۴  | پیکان تهران    |
| 11 | رحمان داوودی         | ۱۸ فوریهٔ ۱۹۸۸ ‏(۳۷ سال)   | ۱۹۵ | ۹۵  | ۳۴۸  | ۳۲۸  | متین ورامین    |
| 12 | مجتبی میرزاجانپور    | ۷ اکتبر ۱۹۹۱ ‏(۳۳ سال)    | ۲۰۵ | ۸۸  | ۳۵۵  | ۳۴۸  | پیکان تهران    |
| 13 | مهدی مهدوی           | ۱۳ فوریهٔ ۱۹۸۴ ‏(۴۱ سال)   | ۱۹۱ | ۹۶  | ۳۳۰  | ۳۱۰  | بانک سرمایه    |
| 14 | محمد جواد معنوی نژاد | ۲۷ نوامبر ۱۹۹۵ ‏(۲۹ سال)  | ۲۰۰ | ۸۴  | ۳۴۰  | ۳۲۰  | پیکان تهران    |
| 15 | مصطفی شریفات         | ۱۶ سپتامبر ۱۹۸۷ ‏(۳۷ سال) | ۲۰۴ | ۸۵  | ۳۳۲  | ۳۱۳  | متین ورامین    |
| 16 | آرمین تشکری          | ۱۶ اوت ۱۹۸۶ ‏(۳۸ سال)     | ۲۰۰ | ۹۴  | ۳۵۲  | ۳۴۳  | سایپا          |
| 17 | سید امین علوی        | ۲۲ سپتامبر ۱۹۸۹ ‏(۳۵ سال) | ۱۹۴ | ۸۵  | ۳۴۰  | ۳۳۵  | ثامن الحجج     |
| 18 | علیرضا بهبودی        | ۱۰ مارس ۱۹۷۹ ‏(۴۶ سال)    | ۱۹۲ | ۹۰  | ۳۳۴  | ۳۲۰  | آرمان اردکان   |
| 19 | مهدی مرندی           | ۱۲ مهٔ ۱۹۸۶ ‏(۳۸ سال)      | ۱۷۲ | ۶۹  | ۲۹۵  | ۲۸۰  | پیکان تهران    |
| 20 | علیرضا مباشری        | ۱۰ ژوئن ۱۹۸۸ ‏(۳۶ سال)    | ۱۹۰ | ۹۰  | ۳۴۵  | ۳۲۰  | بانک سرمایه    |
| 21 | محمد فلاح            | ۳ مارس ۱۹۹۳ ‏(۳۲ سال)     | ۱۹۰ | ۹۰  | ۳۳۰  | ۳۱۰  | سایپا          |

### ایتالیا
| سرمربی:    | جیان لورنزو بلنجینی |
| کمک مربی:  | جیامپائولو مدی      |
| دکتر:      | پیرو بنلی           |
| فیزیوتراپ: | داوید لاما          |

| N° | نام                 | تاریخ تولد               | قد  | وزن | اسپک | دفاع | باشگاه      |
| -- | ------------------- | ------------------------ | --- | --- | ---- | ---- | ----------- |
| 1  | داوید کاندلارو      | ۷ ژوئن ۱۹۸۹ ‏(۳۵ سال)     | ۲۰۰ | ۸۸  | ۳۴۰  | ۳۲۰  | مولفتا      |
| 2  | گابریل نلی          | ۴ دسامبر ۱۹۹۳ ‏(۳۱ سال)   | ۲۱۰ | ۱۰۰ | ۳۵۵  | ۳۲۰  | ترنتینو     |
| 3  | پاسکواله سوتیله     | ۱۷ اوت ۱۹۷۹ ‏(۴۵ سال)     | ۱۸۶ | ۷۳  | ۳۳۲  | ۳۱۰  | تاپ والی    |
| 4  | لوکا وتوری          | ۲۶ آوریل ۱۹۹۱ ‏(۳۳ سال)   | ۲۰۰ | ۹۵  | ۳۴۵  | ۳۲۳  | مودنا       |
| 5  | عثمانی خوانتورینا   | ۱۲ اوت ۱۹۸۵ ‏(۳۹ سال)     | ۲۰۰ | ۸۵  | ۳۷۰  | ۳۴۰  | لوبه بانکا  |
| 6  | سیمونه جیانلی       | ۹ اوت ۱۹۹۶ ‏(۲۸ سال)      | ۱۹۸ | ۹۲  | ۳۴۲  | ۲۶۵  | ترنتینو     |
| 7  | سالواتوره روسینی    | ۱۳ ژوئیهٔ ۱۹۸۶ ‏(۳۸ سال)   | ۱۸۵ | ۸۲  | ۳۱۲  | ۳۰۱  | مودنا       |
| 8  | گابریل ماروئوتی     | ۲۵ مارس ۱۹۸۸ ‏(۳۷ سال)    | ۱۹۵ | ۹۲  | ۳۴۸  | ۳۴۰  | تاپ والی    |
| 9  | ایوان زایتسف        | ۲ اکتبر ۱۹۸۸ ‏(۳۶ سال)    | ۲۰۴ | ۱۰۰ | ۳۷۰  | ۳۵۵  | دینامو مسکو |
| 10 | فیلیپو لانزا        | ۳ مارس ۱۹۹۱ ‏(۳۴ سال)     | ۱۹۸ | ۹۸  | ۳۵۰  | ۳۳۰  | ترنتینو     |
| 11 | سیمونه بوتی         | ۱۹ سپتامبر ۱۹۸۳ ‏(۴۱ سال) | ۲۰۶ | ۱۰۰ | ۳۴۶  | ۳۲۸  | اومبریا     |
| 12 | انریکو چستر         | ۱۶ مارس ۱۹۸۸ ‏(۳۷ سال)    | ۲۰۲ | ۹۳  | ۳۳۶  | ۳۲۱  | لوبه بانکا  |
| 13 | ماسیمو کولاچی       | ۲۱ فوریهٔ ۱۹۸۵ ‏(۴۰ سال)   | ۱۸۰ | ۷۵  | ۳۱۴  | ۳۰۶  | ترنتینو     |
| 14 | ماتئو پیانو         | ۲۴ اکتبر ۱۹۹۰ ‏(۳۴ سال)   | ۲۰۸ | ۱۰۲ | ۳۵۲  | ۳۲۵  | مودنا       |
| 15 | امانوئل بیرارلی (C) | ۸ فوریهٔ ۱۹۸۱ ‏(۴۴ سال)    | ۲۰۲ | ۹۵  | ۳۴۰  | ۳۱۶  | اومبریا     |
| 16 | اولگ آنتونوف        | ۲۸ ژوئیهٔ ۱۹۸۸ ‏(۳۶ سال)   | ۱۹۸ | ۸۸  | ۳۴۰  | ۳۱۰  | ترنتینو     |
| 17 | سیمونه آنزانی       | ۲۴ فوریهٔ ۱۹۹۲ ‏(۳۳ سال)   | ۲۰۴ | ۱۰۰ | ۳۵۰  | ۳۳۰  | ورونا       |
| 18 | جولیو سابی          | ۱۰ اوت ۱۹۸۹ ‏(۳۵ سال)     | ۲۰۱ | ۹۲  | ۳۵۲  | ۳۲۵  | لوبه بانکا  |
| 19 | یاکوپو باتو         | ۲۲ سپتامبر ۱۹۸۷ ‏(۳۷ سال) | ۱۹۱ | ۷۶  | ۳۴۵  | ۳۲۰  | ورو والی    |
| 20 | میشل فدریتزی        | ۲۱ مهٔ ۱۹۹۱ ‏(۳۳ سال)      | ۱۹۲ | ۸۰  | ۳۵۴  | ۳۲۵  | مولفتا      |
| 21 | ریکاردو ازبرتولی    | ۲۳ مهٔ ۱۹۹۸ ‏(۲۶ سال)      | ۱۸۸ | ۸۵  | ۳۲۶  | ۲۴۶  | پاور والی   |

### لهستان
| سرمربی:    | استفان آنتیگا |
| کمک مربی:  | فیلیپ بلان    |
| دکتر:      | جان اسکوکال   |
|            | کریشتوف زایاک |
| قیزیوتراپ: | پاول برانت    |

| N° | نام               | تاریخ تولد               | قد  | وزن | اسپک | دفاع | باشگاه                |
| -- | ----------------- | ------------------------ | --- | --- | ---- | ---- | --------------------- |
| 1  | پیوتر نواکوفسکی   | ۱۸ دسامبر ۱۹۸۷ ‏(۳۷ سال)  | ۲۰۵ | ۹۰  | ۳۵۵  | ۳۴۰  | رسوویا ژشوف           |
| 2  | مچی موزای         | ۲۱ مهٔ ۱۹۹۴ ‏(۳۰ سال)      | ۲۰۸ | ۸۶  | ۳۶۰  | ۳۲۰  | رسوویا ژشوف           |
| 3  | داوید کونارسکی    | ۳۱ اوت ۱۹۸۹ ‏(۳۵ سال)     | ۱۹۸ | ۹۳  | ۳۵۳  | ۳۲۰  | زاکسا کیدژیرژن کوژله  |
| 5  | ووچیچ زالینسکی    | ۸ ژانویهٔ ۱۹۸۸ ‏(۳۷ سال)   | ۱۹۵ | ۸۸  | ۳۴۰  | ۳۳۰  | چارنی رادوم           |
| 6  | بارتوش کورک       | ۲۹ اوت ۱۹۸۸ ‏(۳۶ سال)     | ۲۰۵ | ۸۷  | ۳۵۲  | ۳۲۶  | رسوویا ژشوف           |
| 7  | کارول کلوس        | ۸ اوت ۱۹۸۹ ‏(۳۵ سال)      | ۲۰۱ | ۸۷  | ۳۵۷  | ۳۲۶  | اسکرا بلچاتوف         |
| 8  | آندرژی ورونا      | ۲۷ دسامبر ۱۹۸۸ ‏(۳۶ سال)  | ۲۰۵ | ۹۵  | ۳۵۰  | ۲۶۵  | اسکرا بلچاتوف         |
| 10 | دامیان ویتاشک     | ۷ سپتامبر ۱۹۸۸ ‏(۳۶ سال)  | ۱۸۰ | ۷۶  | ۳۳۰  | ۳۰۱  | رسوویا ژشوف           |
| 11 | فابین دژیزگا      | ۳ ژانویهٔ ۱۹۹۰ ‏(۳۵ سال)   | ۱۹۶ | ۹۰  | ۳۲۵  | ۳۰۴  | رسوویا ژشوف           |
| 12 | گژگوش لوماش       | ۱ اکتبر ۱۹۸۷ ‏(۳۷ سال)    | ۱۸۷ | ۸۰  | ۳۳۵  | ۳۱۵  | کوپرم لوبین           |
| 13 | میخال کوبیاک (C)  | ۲۳ فوریهٔ ۱۹۸۸ ‏(۳۷ سال)   | ۱۹۱ | ۸۰  | ۳۲۸  | ۳۱۲  | هالک بانک آنکارا      |
| 15 | پیوتر گاسک        | ۱۶ سپتامبر ۱۹۷۸ ‏(۴۶ سال) | ۱۸۵ | ۷۸  | ۳۲۵  | ۳۰۵  | لوتوس ترفل گدانسک     |
| 17 | پاوو زاتورسکی     | ۲۱ ژوئن ۱۹۹۰ ‏(۳۴ سال)    | ۱۸۴ | ۷۳  | ۳۲۸  | ۳۰۴  | زاکسا کیدژیرژن کوژله  |
| 18 | مارسین مژدونک     | ۹ فوریهٔ ۱۹۸۵ ‏(۴۰ سال)    | ۲۱۱ | ۹۳  | ۳۵۸  | ۳۳۸  | کوپرم لوبین           |
| 19 | بارتلومیج لمایسکی | ۱۹ مارس ۱۹۹۶ ‏(۲۹ سال)    | ۲۱۷ | ۱۰۳ | ۳۶۰  | ۳۴۵  | پولوتکنیک وارشافسکا   |
| 20 | متئوش میکا        | ۲۱ ژانویهٔ ۱۹۹۱ ‏(۳۴ سال)  | ۲۰۶ | ۸۶  | ۳۵۲  | ۳۲۰  | لوتوس ترفل گدانسک     |
| 21 | رافال بوشک        | ۲۸ آوریل ۱۹۸۷ ‏(۳۷ سال)   | ۱۹۴ | ۸۱  | ۳۴۵  | ۳۲۷  | زاکسا کیدژیرژن کوژله  |
| 22 | بارتوش بدنوژ      | ۲۵ ژوئیهٔ ۱۹۹۴ ‏(۳۰ سال)   | ۲۰۱ | ۸۴  | ۳۵۰  | ۳۱۵  | ایندیکپل آزتس اولشتین |
| 23 | ماتئوش بینیک      | ۵ آوریل ۱۹۹۴ ‏(۳۱ سال)    | ۲۱۰ | ۹۸  | ۳۵۱  | ۳۲۶  | افکتور کیلتسه         |
| 24 | پاول وویتسکی      | ۲۹ ژوئن ۱۹۸۳ ‏(۴۱ سال)    | ۱۸۳ | ۸۰  | ۳۳۰  | ۳۰۵  | لوچنیچکا بیدگوشچ      |
| 25 | آرتور شالپوک      | ۲۰ مارس ۱۹۹۵ ‏(۳۰ سال)    | ۲۰۱ | ۹۳  | ۳۵۰  | ۳۳۵  | چارنی رادوم           |

### روسیه
| سرمربی:    | ولادیمیر الکنو |
| کمک مربی:  | سرجیو بوساتو   |
| دکتر:      | گورگن آروتونوف |
| فیزیوتراپ: | پاول گرِوتسوف   |

| N° | نام                   | تاریخ تولد               | قد  | وزن | اسپک | دفاع | باشگاه               |
| -- | --------------------- | ------------------------ | --- | --- | ---- | ---- | -------------------- |
| 1  | آندری آشچف            | ۱۰ مهٔ ۱۹۸۳ ‏(۴۱ سال)      | ۲۰۲ | ۱۰۵ | ۳۵۰  | ۳۳۸  | زنیت کازان           |
| 2  | کوستینتین باکان       | ۱۵ مارس ۱۹۸۵ ‏(۴۰ سال)    | ۲۰۴ | ۹۶  | ۳۴۸  | ۳۲۵  | گازپروم              |
| 3  | یوری برژکو            | ۲۷ ژانویهٔ ۱۹۸۴ ‏(۴۱ سال)  | ۱۹۶ | ۹۳  | ۳۴۶  | ۳۳۸  | دینامو مسکو          |
| 4  | لوکاش دیویش           | ۲۰ فوریهٔ ۱۹۸۶ ‏(۳۹ سال)   | ۲۰۱ | ۹۱  | ۳۵۶  | ۳۳۴  | لوکوموتیو نووسیبیرسک |
| 5  | آرتم ارماکوف          | ۱۶ مارس ۱۹۸۲ ‏(۴۳ سال)    | ۱۸۸ | ۸۰  | ۳۲۳  | ۳۱۳  | دینامو مسکو          |
| 6  | سرگئی گرانکین         | ۲۱ ژانویهٔ ۱۹۸۵ ‏(۴۰ سال)  | ۱۹۵ | ۹۶  | ۳۵۱  | ۳۲۰  | دینامو مسکو          |
| 7  | الکساندر گاتسالیوک    | ۱۵ ژانویهٔ ۱۹۸۸ ‏(۳۷ سال)  | ۲۰۵ | ۱۰۵ | ۳۶۲  | ۳۴۵  | زنیت کازان           |
| 8  | تاراس ختی             | ۲۲ مهٔ ۱۹۸۲ ‏(۴۲ سال)      | ۲۰۵ | ۱۰۹ | ۳۵۱  | ۳۳۹  | بلوگوری              |
| 9  | اگور کلیوکا           | ۱۵ ژوئن ۱۹۹۵ ‏(۲۹ سال)    | ۲۰۳ | ۹۳  | ۳۶۰  | ۳۵۰  | فاکل                 |
| 10 | ایگور کوبزار          | ۱۳ آوریل ۱۹۹۱ ‏(۳۴ سال)   | ۱۹۸ | ۸۶  | ۳۳۷  | ۳۱۵  | زنیت کازان           |
| 11 | دمیتری کووالف         | ۱۵ مارس ۱۹۹۱ ‏(۳۴ سال)    | ۱۹۸ | ۸۲  | ۳۴۰  | ۳۳۰  | اورال اوفا           |
| 12 | والنتین کروتکوف       | ۱ سپتامبر ۱۹۹۱ ‏(۳۳ سال)  | ۱۹۵ | ۸۴  | ۳۴۰  | ۳۳۰  | یورگا ساموتلر        |
| 13 | الکساندر مارکین       | ۲۸ ژوئیهٔ ۱۹۹۰ ‏(۳۴ سال)   | ۱۹۶ | ۹۴  | ۳۵۰  | ۳۳۰  | دینامو مسکو          |
| 14 | ماکسیم میخائیلوف      | ۱۹ مارس ۱۹۸۸ ‏(۳۷ سال)    | ۲۰۲ | ۱۰۳ | ۳۴۵  | ۳۳۰  | زنیت کازان           |
| 15 | دیمیتری موزرسکی       | ۲۹ اکتبر ۱۹۸۸ ‏(۳۶ سال)   | ۲۱۸ | ۱۰۴ | ۳۷۵  | ۳۴۷  | بلوگوری              |
| 16 | ویکتور پولتیف         | ۲۷ ژوئیهٔ ۱۹۹۵ ‏(۲۹ سال)   | ۱۹۷ | ۸۶  | ۳۶۰  | ۳۴۰  | زنیت کازان           |
| 17 | سرگئی تتیوخین         | ۲۳ سپتامبر ۱۹۷۵ ‏(۴۹ سال) | ۱۹۷ | ۸۹  | ۳۴۵  | ۳۳۸  | بلوگوری              |
| 18 | الکسی وربوف           | ۳۱ ژانویهٔ ۱۹۸۲ ‏(۴۳ سال)  | ۱۸۳ | ۷۹  | ۳۱۵  | ۳۱۰  | زنیت کازان           |
| 19 | الکساندر الکساندروویچ | ۱۴ فوریهٔ ۱۹۸۵ ‏(۴۰ سال)   | ۲۱۰ | ۹۰  | ۳۶۰  | ۳۳۵  | اورال اوفا           |
| 20 | دمیتری ولکوف          | ۲۵ مهٔ ۱۹۹۵ ‏(۲۹ سال)      | ۲۰۱ | ۸۸  | ۳۴۰  | ۳۳۰  | فاکل                 |
| 21 | آرتم ولویچ            | ۲۲ ژانویهٔ ۱۹۹۰ ‏(۳۵ سال)  | ۲۰۸ | ۹۶  | ۳۵۰  | ۳۳۰  | لوکوموتیو نووسیبیرسک |

### صربستان
| سرمربی:    | نیکولا گربیچ     |
| کمک مربی:  | دراگان کوبیلسکی  |
| دکتر:      | لوبان مارتینویچ  |
| فیزیوتراپ: | بورکو استویکوویچ |

| N° | نام                   | تاریخ تولد               | قد  | وزن | اسپک | دفاع | باشگاه           |
| -- | --------------------- | ------------------------ | --- | --- | ---- | ---- | ---------------- |
| 1  | الکساندر اوکولیس      | ۲۶ ژوئن ۱۹۹۳ ‏(۳۱ سال)    | ۲۰۵ | ۹۰  | ۳۴۷  | ۳۲۰  | ستاره سرخ بلگراد |
| 2  | اوروش کواچویچ         | ۶ مهٔ ۱۹۹۳ ‏(۳۱ سال)       | ۱۹۷ | ۹۰  | ۳۴۰  | ۳۲۰  | ورونا            |
| 3  | میلان کاتیچ           | ۲۲ اکتبر ۱۹۹۳ ‏(۳۱ سال)   | ۲۰۲ | ۹۹  | ۳۴۵  | ۳۳۱  | گالاتاسرای       |
| 4  | نمانیا پتریچ          | ۲۸ ژوئیهٔ ۱۹۸۷ ‏(۳۷ سال)   | ۲۰۲ | ۸۶  | ۳۳۳  | ۳۲۰  | مودنا            |
| 5  | الکسا بردیوویچ        | ۲۹ ژوئیهٔ ۱۹۹۳ ‏(۳۱ سال)   | ۲۰۴ | ۹۰  | ۳۵۵  | ۳۳۰  | گازپروم          |
| 6  | گوران اسکوندریچ       | ۲۳ نوامبر ۱۹۸۷ ‏(۳۷ سال)  | ۱۹۷ | ۹۴  | ۳۴۰  | ۳۲۰  | تومیس کنستانتا   |
| 7  | دراگان استانکوویچ (C) | ۱۸ اکتبر ۱۹۸۵ ‏(۳۹ سال)   | ۲۰۵ | ۹۴  | ۳۵۵  | ۳۳۰  | لوبه بانکا       |
| 8  | مارکو ایوویچ          | ۲۲ دسامبر ۱۹۹۰ ‏(۳۴ سال)  | ۱۹۴ | ۸۹  | ۳۶۵  | ۳۳۰  | بلوگوری          |
| 9  | نیکولا یوویچ          | ۱۳ فوریهٔ ۱۹۹۲ ‏(۳۳ سال)   | ۱۹۷ | ۷۵  | ۳۳۵  | ۳۱۵  | ورو والی         |
| 10 | میلوش نیکیچ           | ۳۱ مارس ۱۹۸۶ ‏(۳۹ سال)    | ۱۹۴ | ۷۹  | ۳۵۰  | ۳۳۰  | مودنا            |
| 11 | ماکسیم بوسولیویچ      | ۲۰ سپتامبر ۱۹۹۱ ‏(۳۳ سال) | ۱۹۲ | ۸۳  | ۳۲۰  | ۳۰۷  | ستاره سرخ بلگراد |
| 12 | الکساندر بلاگویویچ    | ۵ اوت ۱۹۹۳ ‏(۳۱ سال)      | ۱۹۷ | ۸۷  | ۳۳۰  | ۳۱۰  | ستاره سرخ بلگراد |
| 13 | نمانیا یاکوویویچ      | ۶ نوامبر ۱۹۸۶ ‏(۳۸ سال)   | ۱۹۸ | ۹۰  | ۳۴۳  | ۳۲۵  | ستاره سرخ بلگراد |
| 14 | الکساندر آتاناسیویچ   | ۴ سپتامبر ۱۹۹۱ ‏(۳۳ سال)  | ۲۰۰ | ۹۲  | ۳۵۰  | ۳۲۹  | پروجا            |
| 15 | تومیسلاو دوکیچ        | ۲۷ فوریهٔ ۱۹۸۶ ‏(۳۹ سال)   | ۲۰۴ | ۹۷  | ۳۵۵  | ۳۲۵  | فوینیکاس سیروس   |
| 16 | دراژن لوبوریچ         | ۲ نوامبر ۱۹۹۳ ‏(۳۱ سال)   | ۲۰۲ | ۹۰  | ۳۳۷  | ۳۳۱  | پیاچنزا          |
| 17 | نون                   | ۱۷ مارس ۱۹۸۹ ‏(۳۶ سال)    | ۱۹۳ | ۹۰  | ۳۳۵  | ۳۲۵  | چارنی رادوم      |
| 18 | مارکو پودراشچانین     | ۲۹ اوت ۱۹۸۷ ‏(۳۷ سال)     | ۲۰۳ | ۱۰۰ | ۳۵۴  | ۳۳۲  | لوبه بانکا       |
| 19 | نیکولا روسیچ          | ۵ اوت ۱۹۸۴ ‏(۴۰ سال)      | ۱۹۲ | ۸۵  | ۳۳۰  | ۳۲۰  | دراگون لوگانو    |
| 20 | سرچکو لیسیناس         | ۱۷ ژوئیهٔ ۱۹۹۲ ‏(۳۲ سال)   | ۲۰۵ | ۹۰  | ۳۵۵  | ۳۴۲  | اسکرا بلچاتوف    |
| 21 | پتار کرسمانوویچ       | ۱ ژوئن ۱۹۹۰ ‏(۳۴ سال)     | ۲۰۵ | ۹۸  | ۳۵۴  | ۳۳۰  | بودوا            |

### ایالات متحده آمریکا
| سرمربی:    | جان اسپراو        |
| کمک مربی:  | متی فیوبرنگر      |
| دکتر:      | دیوید دایک جونیور |
| فیزیوتراپ: | آرون بروک         |

| N° | نام             | تاریخ تولد               | قد  | وزن | اسپک | دفاع | باشگاه             |
| -- | --------------- | ------------------------ | --- | --- | ---- | ---- | ------------------ |
| 1  | مت اندرسون      | ۱۸ آوریل ۱۹۸۷ ‏(۳۷ سال)   | ۲۰۲ | ۱۰۰ | ۳۶۰  | ۳۳۲  | زنیت کازان         |
| 2  | آرون راسل       | ۴ ژوئن ۱۹۹۳ ‏(۳۱ سال)     | ۲۰۵ | ۹۸  | ۳۵۶  | ۳۳۷  | اومبریا            |
| 3  | تیلور ساندر     | ۱۷ مارس ۱۹۹۲ ‏(۳۳ سال)    | ۱۹۶ | ۸۰  | ۳۴۵  | ۳۲۰  | ورونا              |
| 4  | دیوید لی (C)    | ۸ مارس ۱۹۸۲ ‏(۴۳ سال)     | ۲۰۳ | ۱۰۵ | ۳۵۰  | ۳۲۵  | پائوک              |
| 5  | جیمز شاو        | ۵ مارس ۱۹۹۴ ‏(۳۱ سال)     | ۲۰۳ | ۹۸  | ۳۵۴  | ۳۳۸  | دانشگاه استنفورد   |
| 6  | پائول لوتمن     | ۳ نوامبر ۱۹۸۵ ‏(۳۹ سال)   | ۲۰۰ | ۱۰۲ | ۳۳۶  | ۳۱۲  | شارلوتنبرگ         |
| 7  | کاویکا شوجی     | ۱۱ نوامبر ۱۹۸۷ ‏(۳۷ سال)  | ۱۹۰ | ۷۹  | ۳۳۱  | ۳۱۵  | آرکاس اسپور        |
| 8  | رید پریدی       | ۱ اکتبر ۱۹۷۷ ‏(۴۷ سال)    | ۱۹۴ | ۸۹  | ۳۵۳  | ۳۳۰  | لوبه بانکا         |
| 9  | مورفی تروی      | ۳۱ مهٔ ۱۹۸۹ ‏(۳۵ سال)      | ۲۰۲ | ۹۹  | ۳۶۰  | ۳۵۰  | لوتوس ترفل گدانسک  |
| 10 | توماس یائشک     | ۴ سپتامبر ۱۹۹۳ ‏(۳۱ سال)  | ۱۹۸ | ۸۴  | ۳۴۸  | ۳۳۰  | رسوویا             |
| 11 | میکا کریستنسون  | ۸ مهٔ ۱۹۹۳ ‏(۳۱ سال)       | ۱۹۸ | ۸۸  | ۳۴۹  | ۳۴۰  | لوبه بانکا         |
| 12 | راسل هولمز      | ۱ ژوئیهٔ ۱۹۸۲ ‏(۴۲ سال)    | ۲۰۵ | ۹۵  | ۳۵۲  | ۳۳۵  | رسوویا             |
| 13 | دانیل مک دانل   | ۱۵ سپتامبر ۱۹۸۸ ‏(۳۶ سال) | ۲۰۰ | ۹۰  | ۳۵۵  | ۳۴۵  | -                  |
| 14 | میکا ما         | ۱۶ آوریل ۱۹۹۷ ‏(۲۷ سال)   | ۱۹۲ | ۸۴  | ۳۲۳  | ۳۰۷  | پسیفیک             |
| 15 | بنجامین پچ      | ۲۱ ژوئن ۱۹۹۴ ‏(۳۰ سال)    | ۲۰۳ | ۹۰  | ۳۶۸  | ۳۴۸  | دانشگاه بریگم یانگ |
| 16 | جیسون جابلونسکی | ۲۳ ژوئیهٔ ۱۹۸۵ ‏(۳۹ سال)   | ۱۹۸ | ۹۱  | ۳۴۵  | ۳۳۵  | پائوک              |
| 17 | مکسول هولت      | ۱۲ مارس ۱۹۸۷ ‏(۳۸ سال)    | ۲۰۵ | ۹۰  | ۳۵۱  | ۳۳۳  | دینامو مسکو        |
| 18 | گرت موگاتیوتا   | ۲۶ فوریهٔ ۱۹۸۸ ‏(۳۷ سال)   | ۲۰۵ | ۹۲  | ۳۵۹  | ۳۴۵  | تیانجین            |
| 20 | دیوید اسمیت     | ۱۵ مهٔ ۱۹۸۵ ‏(۳۹ سال)      | ۲۰۱ | ۸۶  | ۳۴۸  | ۳۱۴  | تور                |
| 21 | داستین واتن     | ۲۷ اکتبر ۱۹۸۶ ‏(۳۸ سال)   | ۱۸۲ | ۸۰  | ۳۰۶  | ۲۹۵  | نانسی              |
| 22 | اریک شوجی       | ۲۴ اوت ۱۹۸۹ ‏(۳۵ سال)     | ۱۸۴ | ۸۳  | ۳۳۰  | ۳۲۱  | شارلوتنبرگ         |